# Puchar Finlandii w hokeju na lodzie
Puchar Finlandii w hokeju na lodzie (także jako Suomen Cup) – cykliczne, krajowe pucharowe rozgrywki klubowe w hokeju na lodzie w Finlandii.
Pierwotnie rywalizację o Puchar rozgrywano w latach 1955-1958 i 1964-1971. Rozgrywkę wznowiono w 2017, gdy do rywalizacji przystąpiły zespoły z rozgrywek Mestis (drugi poziom ligowy) i Suomi-sarja (trzeci poziom ligowy).

## Edycje
| Rok  | Triumfator | Wynik  | Finalista |
| ---- | ---------- | ------ | --------- |
| 1955 | TPS        | 4:1    | Ilves     |
| 1956 | TPS        | 7:1    | HITarmo   |
| 1957 | Tappara    | 8:0    | TP-V      |
| 1958 | Ilves      | 3:2    | SaiPa     |
| 1964 | Lukko      | 3:2    | Tappara   |
| 1965 | RU-38      | 3:2    | SaiPa     |
| 1966 | Reipas     | 8:6    | Tappara   |
| 1967 | Ässät      | 7:0    | SaPKo     |
| 1968 | Koo-Vee    | 10:2   | SaPKo     |
| 1969 | Lukko      | 4:3    | Ilves     |
| 1970 | HJK        | 7:5    | Jokerit   |
| 1971 | Ilves      | 10:2   | SaiPa     |
| 2017 | TuTo       | 4:1    | SaPKo     |
| 2018 | Ketterä    | 5:2    | KeuPa HT  |
| 2019 | Ketterä    | 4:1    | SaPKo     |
| 2021 | Ketterä    | 2:1    | K-Espoo   |
| 2022 | K-Espoo    | 3:2 k. | IPK       |